# Inguiniel
Inguiniel (in bretone: An Ignel) è un comune francese di 2 110 abitanti situato nel dipartimento del Morbihan nella regione della Bretagna.

## Società

### Evoluzione demografica
Abitanti censiti